# John W. Peterson
John W. Peterson (Lindsborg,1 de novembro de 1921 — 20 de setembro de 2006) foi um compositor estadunidense de música gospel, muito influente no período entre os anos 1950 e os anos 1970.
Estudou no American Conservatory of Music em Chicago e trabalhou na rádio do Moody Bible Institute. Durante sua vida escreveu mais de 1100 canções e 35 cantatas, entre elas Foi um Milagre. Seu nome foi adicionado ao GMA Gospel Music Hall of Fame em 1986. Vendeu mais de oito milhões de cópias de suas cantatas publicadas ao redor do mundo.
No Brasil, Teve parte de suas composições traduzidas e editadas pela Junta de publicações da igreja Batista, JUERP. Também foi com o Grupo EMME, da Escola de Ministério de Música e Evangelismo, segmento da Organização Palavra da Vida, que muitas músicas e cantatas foram executadas, sob a regência de seu diretor e fundador, Stephen Peterson, sobrinho de John, e missionário radicado no Brasil há muitos anos.
Faleceu em 20 de setembro de 2006, deixando um legado de composições cantadas por milhares de corais e solistas no mundo todo.